# Зміячка
Зміячка, скорзонера, скорцонера, чорнокорінь (Scorzonera ) — рід квіткових рослин з родини айстрових.

## Опис
| |
| Зміячка іспанська (Scorzonera hispanica). Ботанічна ілюстрація з книги О. В. Томе «Flora von Deutschland, Österreich und der Schweiz», 1885 |

Трави, багаторічні або однорічні, рідше напівчагарники, часто з дерев'янистим каудексом. Листки зазвичай лінійні до лінійно-еліптичних або ланцетних, рідше також яйцеподібні, з паралельними жилками, не розділені, основа з напівскладною зазвичай стійкою піхвою, край цільний, плоский або іноді хвилястий. Обгортка від циліндричної до дзвоникоподібної, зазвичай дуже помітно подовжена до плодоношення. Філярії від кількох до кількох рядів, складні, часто (особливо внутрішні) з нерівним краєм; довжина найдовших зовнішніх філярій зазвичай перевищує 1/2 довжини внутрішніх філярій і часто наближається до них; внутрішні листки від ланцетних до лінійно-ланцетних. Квітки жовті (і часто рожеві при висиханні) або рідко оранжеві або блідо-фіолетові, 1,1-2 × довжини обгортки. Сім'янки від циліндричних до стовпчастих, з численними гладкими або горбистими поздовжніми ребрами, голі, опушені або ворсинчасті по всій довжині або тільки на верхівці, вершина зрізана або рідше звужена. Папус із сильними щетинками, стійкий або кадуковий; щетинки м'яковолокнисто-перисті на більшій частині довжини і на вершині шкірчасті.

## Поширення
Представники роду зустрічаються в Європі, Північній Африці, Азії. 24 види (чотири ендемічних) у Китаї.

## Систематика
Навіть після виключення з роду Podospermum і Epilasia скорцонера все ще залишається поліфілетичною групою.

## Види
За даними спільного енциклопедичний інтернет-проєкт із систематики сучасних рослин Королівських ботанічних садів у К'ю і Міссурійського ботанічного саду «The Plant List» рід містить 198 прийнятих видів (докладніше див. список видів роду зміячка).

## Використання

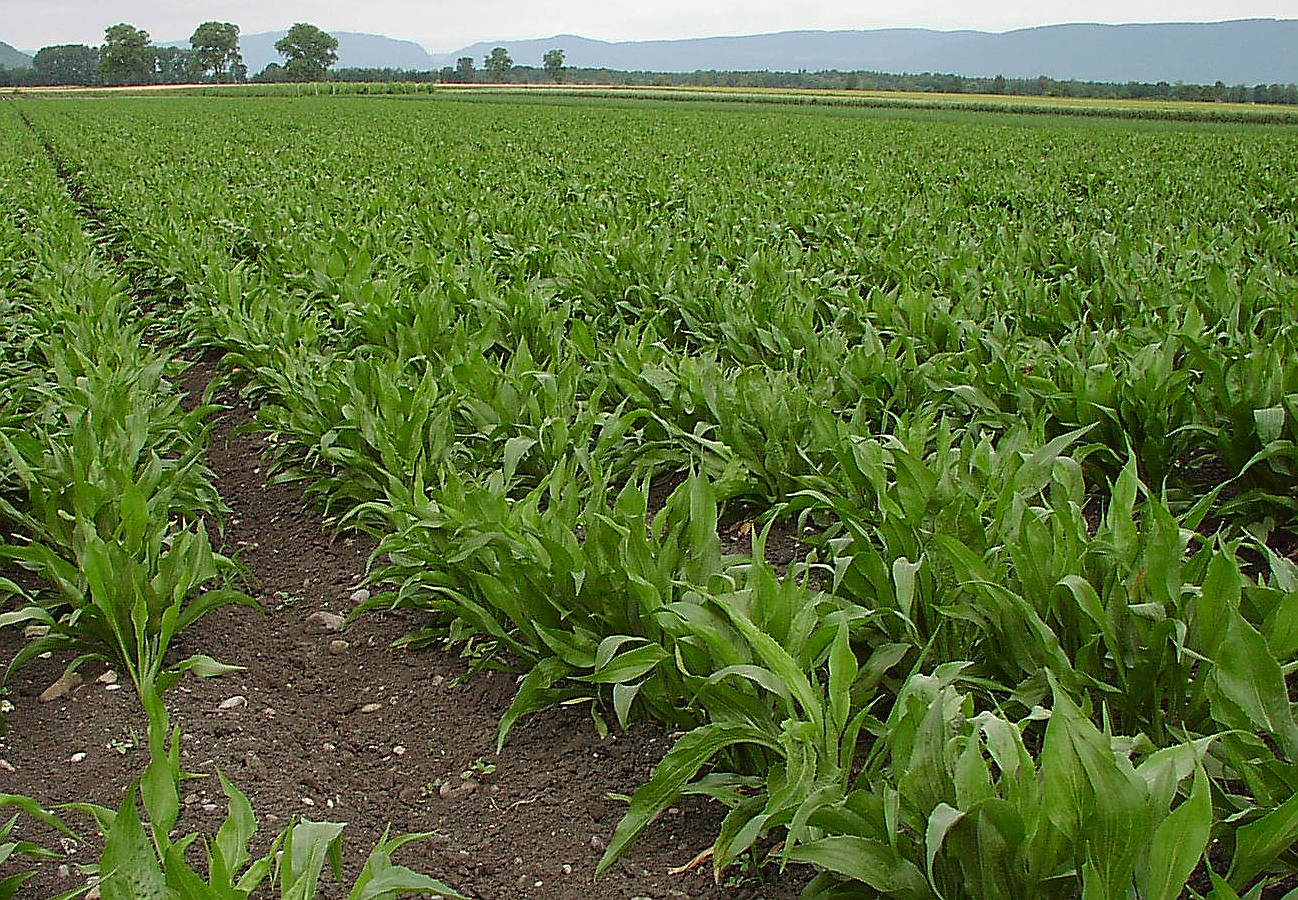
Поле зміячки іспанської

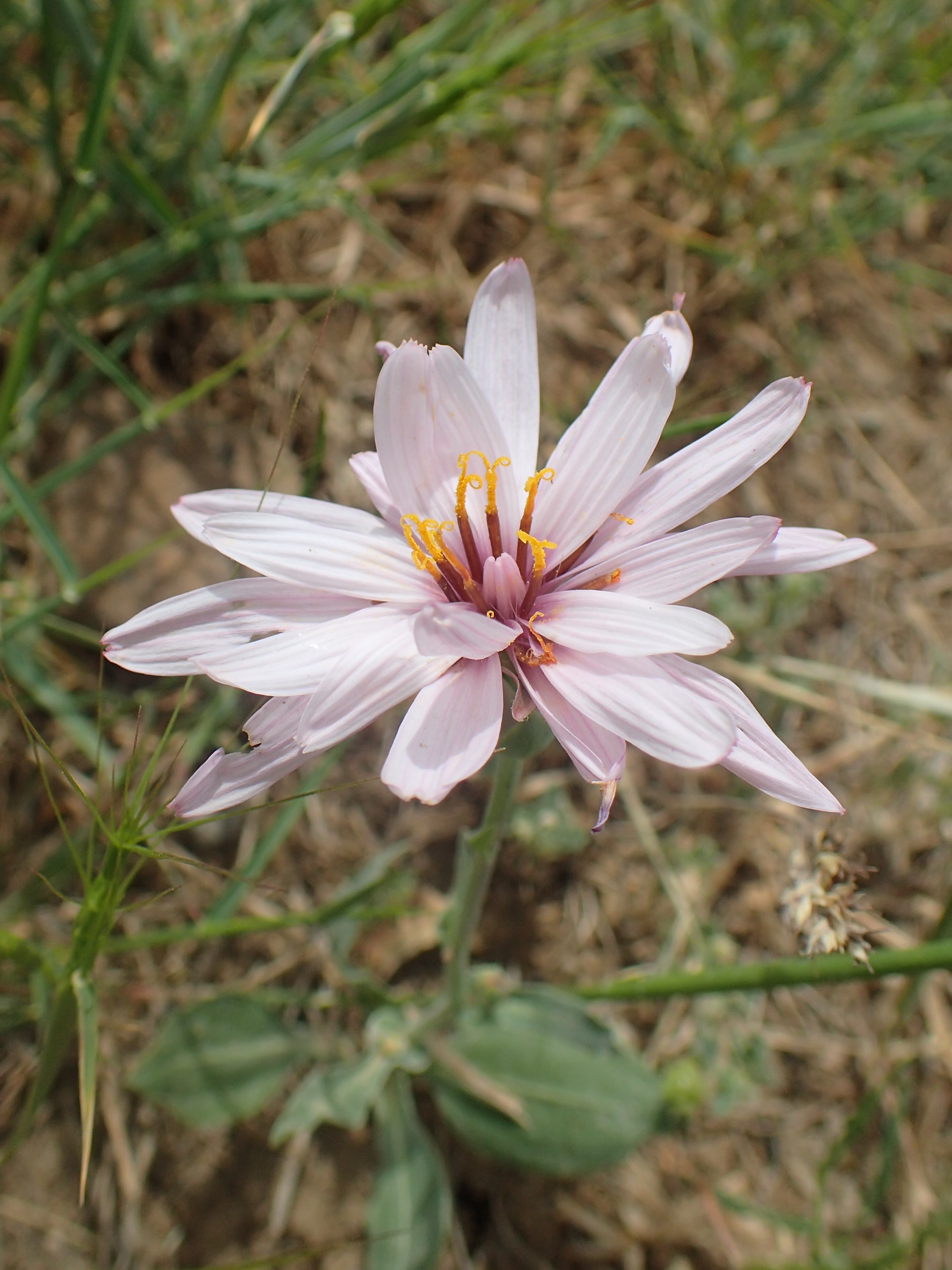
Scorzonera papposa

Деякі види використовувалися в народній медицині середньовічної Європи. Люди вірили, що коріння скорцонери рятує від укусів отруйних змій та ефективні ліки від бубонної чуми.
Скорцонеру використовують як овоч в Італії, Франції та Бельгії. Відварений корінь можна їсти під соусом чи маслом, смажити. За смаком корінь нагадує щось середнє між спаржею і цвітною капустою. Дуже смачні з нього соуси до м'ясних і овочевих страв. Сушена скорцонера — хороша приправа до супів. У їжу також можна вживати і молоді листя чорного кореня.
Наразі сорт 'Hoffmanns Schwarzer Pfahl' вирощується у промислових масштабах, тоді як 'Duplex' — популярний серед дрібних городників.
В Україні зміячка є малопоширеною овочевою рослиною. Її вирощують за технологіями, які дуже подібні для моркви та інших коренеплодів. Збирають урожай пізно восени, або навесні після перезимівлі у відкритому ґрунті.